# Terra salica
Terre Salica était un type de propriété foncière inventée par les Francs Saliens. Les mérovingiens possédaient deux types de propriété foncière: de allodis et la terra Salica; la première pouvait être héritée par les deux sexes, tandis que la seconde était réservée aux hommes. Les rois francs avaient tendance à accorder la terra Salica en échange d'une servitude, et il était donc prévu qu'elle ne pouvait être héritée que par quelqu'un qui pourrait continuer à fournir le même service. Le roi Chilperic s'est montré intéressé par la possibilité pour les femmes d'hériter des terres familiales à côté de leurs frères, et a ajouté que les femmes devraient hériter en l'absence des hommes.
Gérard Chouquer mentionne que la terre salica comme l' hereditas aviatica chez les Franc Ripuaires, le sors chez les Burgondes et les Goths ou la folcland chez les Anglo-Saxons constituent des dénominations de l'alleu au très haut Moyen Âge.